# Anglická metropolitní hrabství
Metropolitní hrabství (metropolitan county) představují spolu s nemetropolitními hrabstvími jeden ze čtyř stupňů správního členění Anglie. Vzhledem k různým historickým souvislostem a vývoji legislativy existuje několik typů administrativních celků na této úrovni.

## Historie

### Vznik
Současný systém metropolitních a nemetropolitních hrabství vešel v platnost 1. dubna 1974 a nahradil původní administrativní hrabství, která byla zrušena. Velký Londýn vznikl roku 1965 na základě jiné legislativy.

### Struktura
Tato hrabství byla založena jako dvoustupňový systém samosprávy. Jednotlivé agendy byly rozděleny mezi rady hrabství a rady jednotlivých distriktů. Metropolitní distrikty měly větší pravomoci (např. vzdělání a sociální služby) než distrikty nemetropolitní. Metropolitní hrabství měly být orgánem strategického rozvoje pro veřejnou dopravu, záchrannou službu, civilní ochranu, hospodaření s odpadem a strategický rozvoj jednotlivých měst.

### Zrušení rad hrabství
Rady těchto hrabství byly roku 1986 zrušeny. Tato hrabství se stále používají pro některé administrativní nebo statistické účely a stále existují jako ceremoniální hrabství. Většina pravomocí těchto hrabství byla převedena na jejich distrikty, která tak nyní existují jako celky zvané Unitary authority. Správa některých služeb například záchranné služby, požární ochrany, civilní obrany a veřejné dopravy je ale stále zajišťována jednotlivými radami distriktů společně na úrovni oblasti hrabství.

## Současnost
V současnosti existuje 6 metropolitních hrabství (viz tabulka). Počet obyvatel těchto hrabství je v rozsahu 1,2 až 2,8 milionu. Hustota obydlení hrabství je v rozsahu 800 (South Yorkshire) až do 2 800 (West Midlands) obyvatel na km². Jednotlivé distrikty mají od 500 (Doncaster) až do 4 000 (Liverpool) obyvatel na km². V současnosti obyvatelé metropolitních hrabství tvoří asi 22% obyvatel Anglie.

## Hrabství a distrikty
Současná metropolitní hrabství a jejich distrikty:
| Metropolitní hrabství | Metropolitní distrikty                                                                    |
| --------------------- | ----------------------------------------------------------------------------------------- |
| Velký Manchester      | Manchester, Salford, Bolton, Bury, Oldham, Rochdale, Stockport, Tameside, Trafford, Wigan |
| Merseyside            | Liverpool, Knowsley, Sefton, St Helens, Wirral                                            |
| South Yorkshire       | Sheffield, Barnsley, Doncaster, Rotherham                                                 |
| Tyne and Wear         | Newcastle upon Tyne, Sunderland, Gateshead, South Tyneside, North Tyneside                |
| West Midlands         | Birmingham, Coventry, Wolverhampton, Dudley, Sandwell, Solihull, Walsall                  |
| West Yorkshire        | Leeds, Bradford, Wakefield, Calderdale, Kirklees                                          |

## Mapy

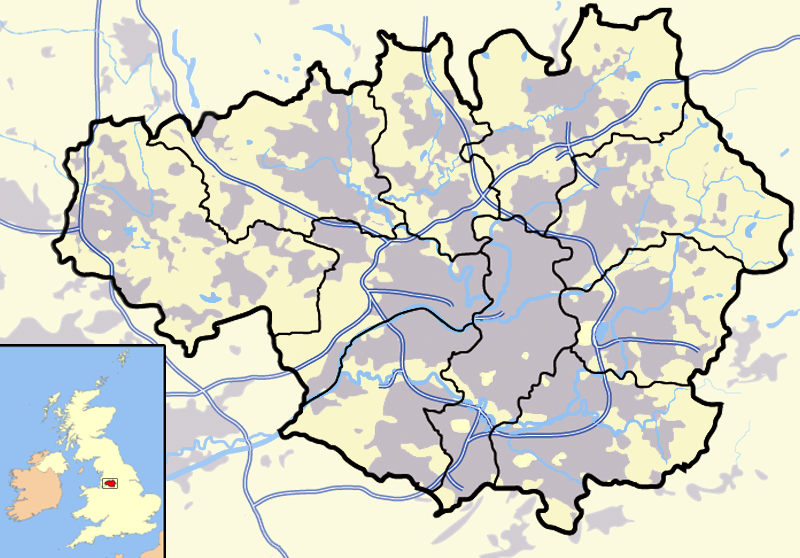
Greater Manchester
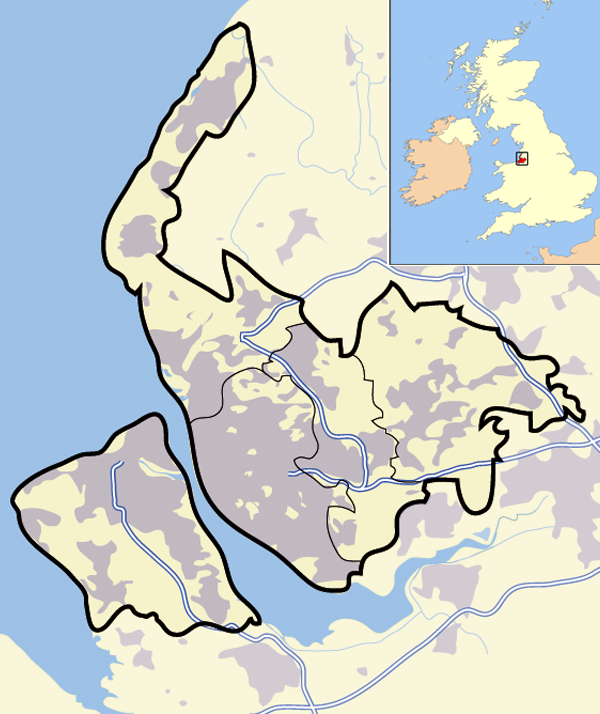
Merseyside
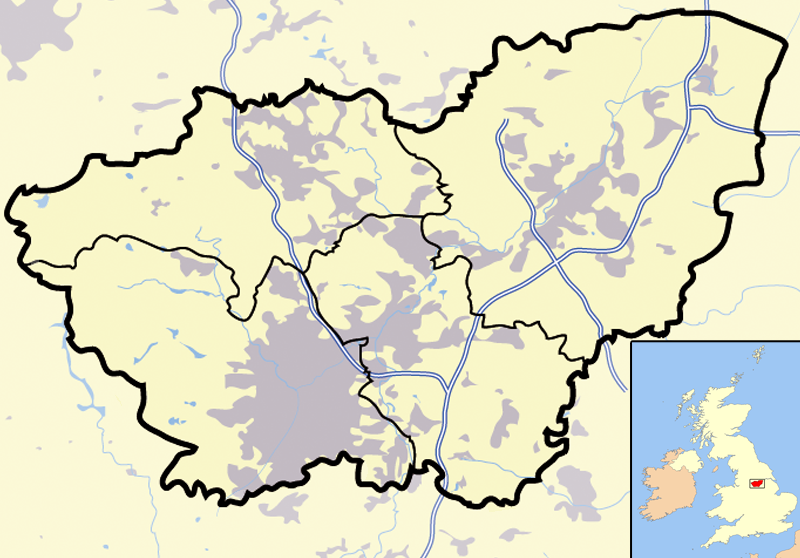
South Yorkshire
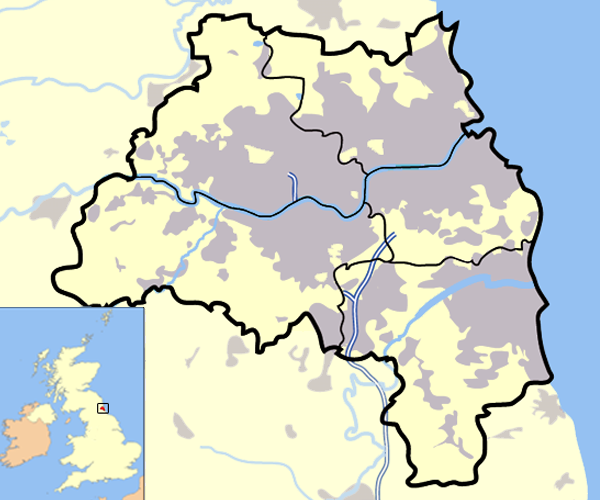
Tyne and Wear
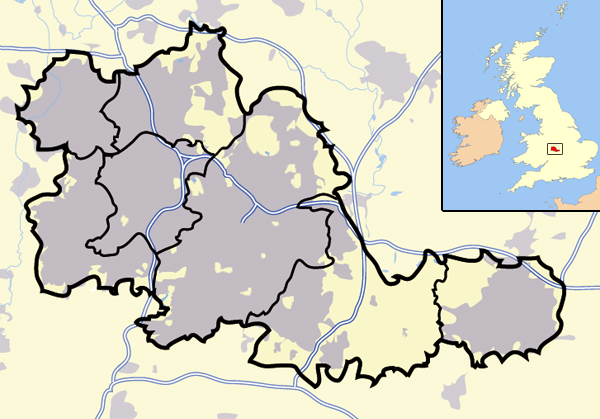
West Midlands
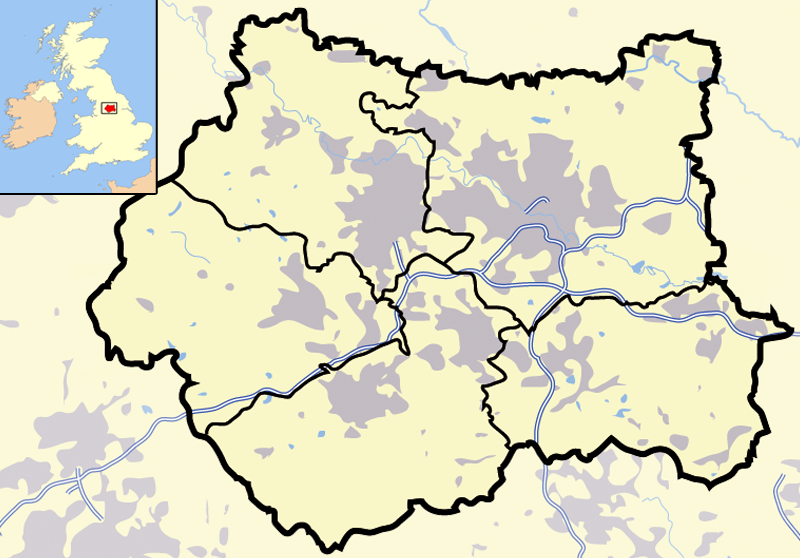
West Yorkshire